# Geekbench
Geekbench(긱벤치)는 실제 시나리오를 시뮬레이트하는 부하를 이용하여 싱글 코어와 멀티 코어 성능을 판별해내는 점수 시스템을 갖춘 크로스 플랫폼 프로세서 벤치마크이다. 현재 버전은 Geekbench 5이며, Intel Core i5-2520M @ 2.50 GHz의 성능을 대표하는 기준 점수 2500으로 계산한다. 이 소프트웨어 벤치마크는 맥 OS, 윈도우, 리눅스, 안드로이드, iOS 플랫폼에서 이용할 수 있다.